# Osterkreuz

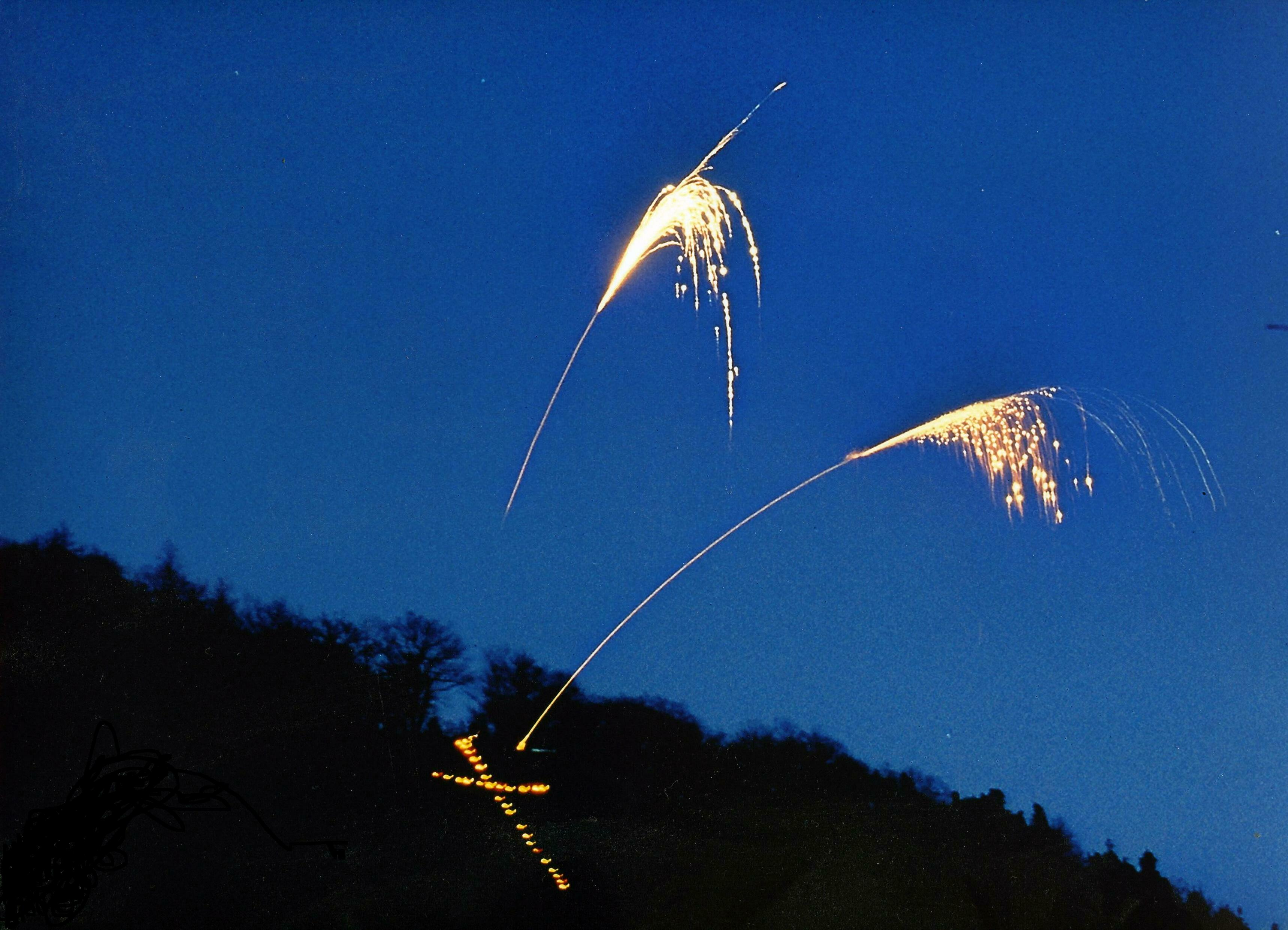
Osterkreuz, ca. 1995

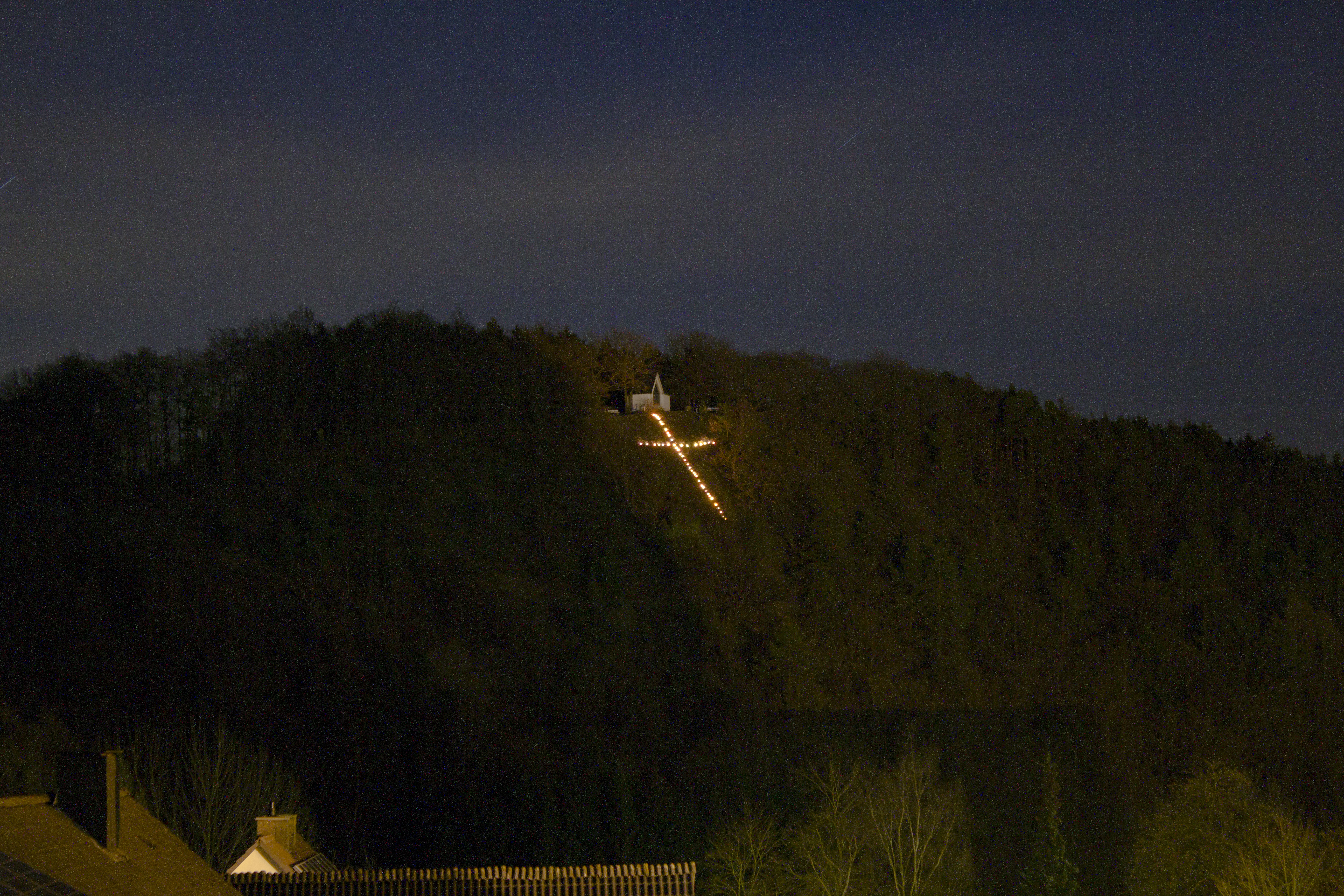
Osterkreuz 2015 am Kreuzberg in Düdinghausen – HSK

Das Osterkreuz ist Teil des Osterbrauchtums in einigen deutschen und österreichischen Regionen und besteht aus einer temporären Lichtinstallation in Kreuzform in unterschiedlichen, neuerdings auch elektrischen Ausführungen.
Ein außergewöhnlicher und in der dortigen Form einzigartiger Osterkreuzbrauch findet sich in Düdinghausen (Hochsauerlandkreis, NRW). Am Ostersonntag werden an einem Steilhang oberhalb des Prozessionsweges Lichter in Form eines ca. 15 m großen Kreuzes aufgestellt und Feuerwerksraketen gezündet.
Besonders letzteres Element ähnelt dem jetzt vor allem noch in Süddeutschland und dem Alpenraum praktizierten Scheibenschlagen, wobei die in das Tal geschleuderten brennenden Holzscheiben hier durch Pyrotechnik ersetzt wurden.
Noch deutlich höher sind mit rund 25–30 m die Osterkreuze, die am Abend des Ostersonntags in Attendorn auf den vier „Köppen“ der Pooten (Stadttore) angezündet werden.
Vergleiche hierzu auch das Osterrad in Lügde, das Osterschießen und das Osterfeuer. Möglicherweise sind vorchristliche Riten in diese christlich tradierte Bräuche mit eingeflossen.
Formal ist auch eine Ähnlichkeit zum Herz-Jesu-Feuer des Alpenraums festzustellen.